# 東京パッセンジャー

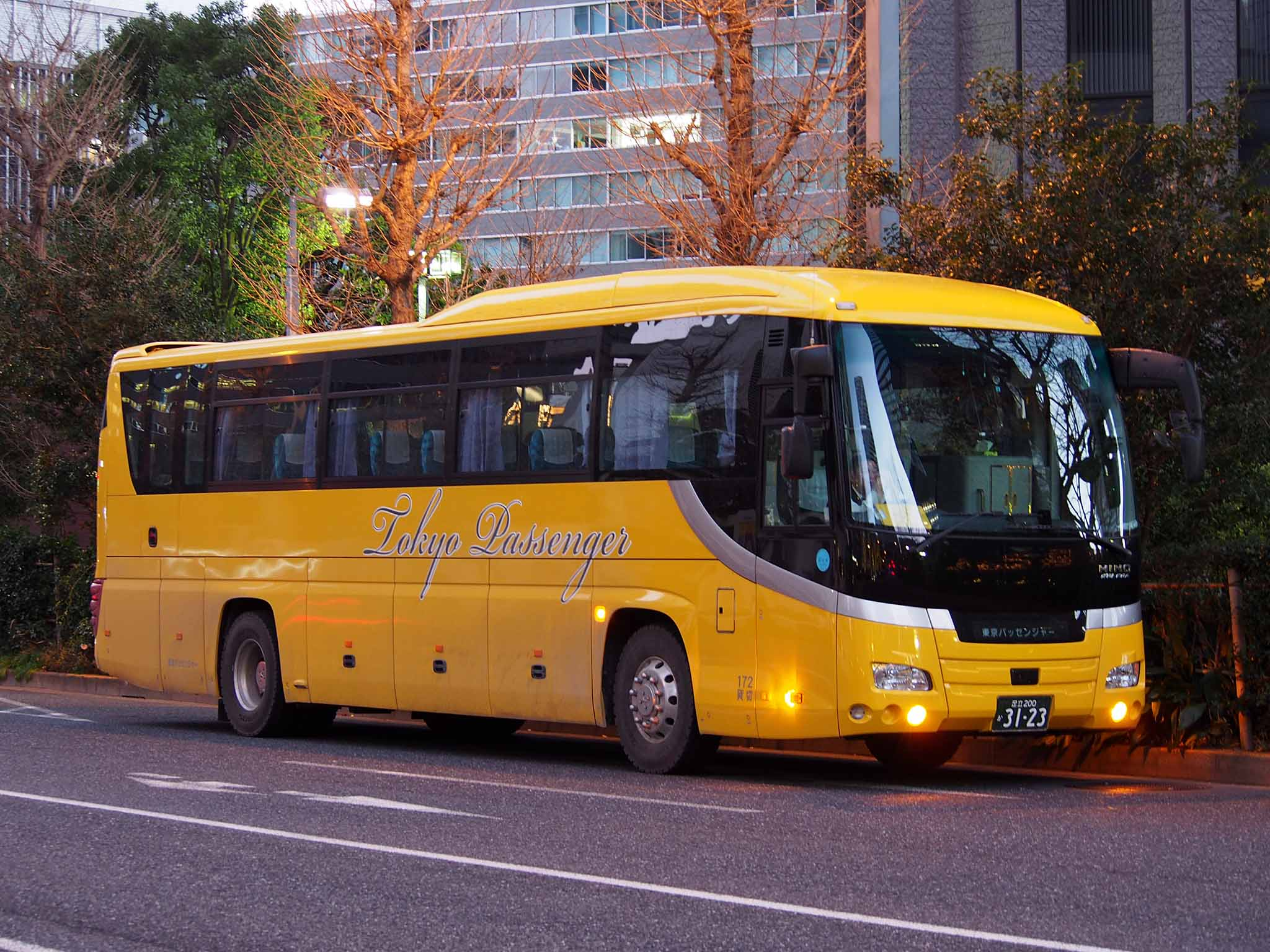
車両の例

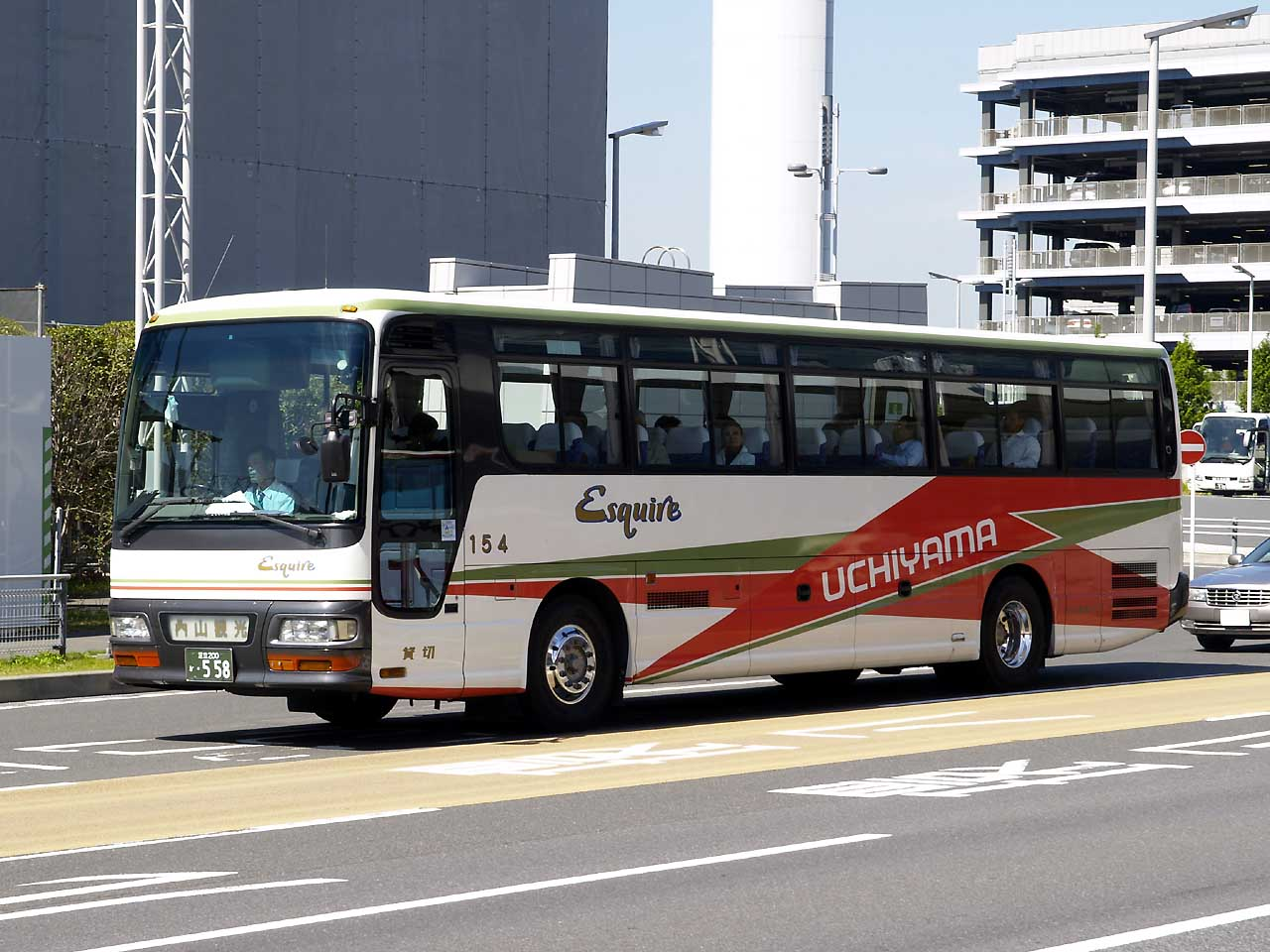
内山観光バス時代のカラーリング

東京パッセンジャー株式会社（とうきょうパッセンジャー）は東京都足立区に本社を置く貸切バス事業者である。2014年（平成26年）に入り、主に東京都内でタクシー事業を展開する飛鳥交通傘下となった。2015年（平成27年）9月1日に現社名に改称。

## 概説
前身は1961年（昭和36年）2月2日に発足し、同年7月に営業を開始した貸切バス事業者「内山観光バス株式会社」であり、飛鳥交通傘下入り以降も東京都で貸切バス事業を営んでいる。社名変更時に同グループ企業「東京リムジン株式会社」が経営していたバス部門を吸収。
内山観光バス時代は東京都内でタクシー事業も行っていたが、2010年に東都自動車グループへ事業譲渡し、タクシー事業から撤退した。

## 事業所
- 足立営業所
  - 東京都足立区保木間1-8-17

かつては東京都足立区千住河原町19にあったが、2003年に東京都足立区保木間1-35-13-206に移転。その後自社社屋を現所在地に建設。千住河原町時代の営業所跡地はマンション（北千住パークハウス）となっている。

### 過去あった事業所
- 守谷営業所（閉所）
  - 茨城県守谷市板戸井2239-1
- 成田営業所（閉所）
  - 千葉県成田市多良貝245-3099

2010年6月開業。

## 過去に行っていた事業
- 内山観光タクシー
  - 東京都足立区千住河原町32-11

2003年に新規免許事業者として事業開始。当初は「内山観光バス・タクシー部」であり、後に分社化された。開業時から中央無線グループに所属。2010年11月、東都自動車交通へ事業を譲渡し、現在は「東都タクシー千住営業所」となっている。

## 車両
現在の登録車両は全車がジェイ・バス株式会社製で、納入年度により「いすゞ・ガーラ」と「日野・セレガ」が混在している。
塗色は黄色一色を主体とするが、旧「東京リムジン株式会社」所属車両はガンメタリック塗装(スーパーハイデッカー1両のみ黄色に塗色変更)。
内山観光バス時代はいすゞ製シャシーの車両が主力。永らく富士重工業製車体架装車を導入していたが、2003年に富士重工業がバス車体製作から撤退したのに伴い、それ以降は純正車体の車両が導入されていた。

## 関連会社
- 内山観光自動車 - 守谷営業所が所在する茨城県内に本拠地を置くバス事業者。内山観光バスとは兄弟会社の関係にあり、旧カラーリングは同社と同じデザインを採用していた。
- 飛鳥交通株式会社‐現在の親会社。